# VC Neuwied 77
VC Neuwied 77 är en volleybollklubb från Neuwied, Tyskland. Klubben grundades 23 februari 1977 av spelare från TV Niederbieber och har verksamhet både på dam- och herrsidan. Elitdamlaget går under namnet Die Deichstadtvolleys. Förutom volleyboll har klubben även haft tennis och vindsurfing på programmet.
Fram till 2000-talet spelade dess lag i lokala ligor. Därefter har dess damlag gått upp igenom seriesystemet. Laget debuterade i 2. Volleyball-Bundesliga säsongen 2015/2016. Under de kommande åren tillhörde de i allmänhet de bättre lage. De vann serien 2020/2021 och kvalificerade sig för Volleyball-Bundesliga 2021/2022.